# Frido Mětšk

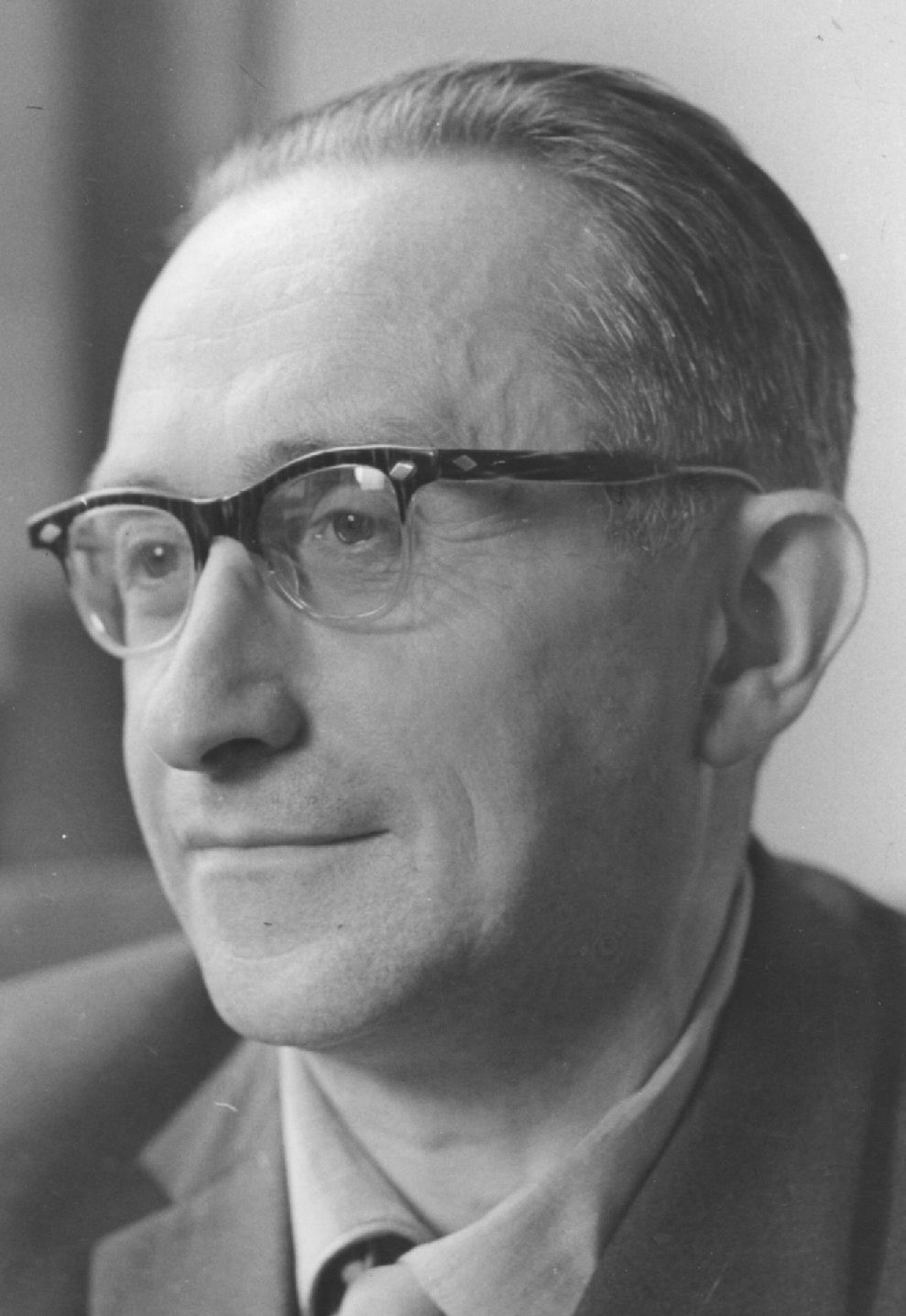
Frido Mětšk, etwa 1960

Frido Mětšk (* 4. Oktober 1916 in Annaberg; † 9. Juli 1990 in Bautzen, deutsch Alfred Mietzschke) war ein sorbischer Schriftsteller, Historiker, Herausgeber, Erzähler, Lyriker und Übersetzer.

## Leben und Wirken
Frido Mětšk wurde 1916 als Sohn eines kaufmännischen Angestellten in Annaberg im Erzgebirge geboren. Er besuchte 1927 bis 1936 das Kreuzgymnasium Dresden und 1936 bis 1937 die Hochschule für Lehrerbildung in Frankfurt (Oder). Anschließend studierte er bis 1940 klassische Philologie, Geschichte und Slawistik in Halle und Jena. 1940 wurde er bei Dmitrij Tschižewskij mit einer Arbeit zum Theologen Heinrich Milde (1676–1739) in Halle zum Dr. phil. promoviert. Nach kurzer Zeit im Schuldienst als Studienreferendar und -assessor in Keilhau und Halle war er 1941 bis 1945 Soldat im Zweiten Weltkrieg. Er geriet in sowjetische Kriegsgefangenschaft und war dort als Lektor einer Antifa-Schule tätig. 1949 kehrte er nach Deutschland zurück, um Direktor der Sorbischen Erweiterten Oberschule in Bautzen zu werden. Seit 1955 arbeitete er als wissenschaftlicher Mitarbeiter im Institut für sorbische Volksforschung der Akademie der Wissenschaften der DDR. Seit 1959 war er Leiter des Sorbischen Kulturarchivs. 1964 habilitierte er sich mit einer Arbeit zum kurmärkisch-wendischen Distrikt. 1960 erhielt er den Ćišinski-Preis und 1969 wurde er mit der kaschubischen Stolema-Medaille der VR Polen ausgezeichnet. 1986 trat er in den Ruhestand und starb im Sommer 1990. Er wurde in Bautzen auf dem Taucherfriedhof beerdigt.
Aus der Ehe mit Ludmila Mětškowa (1923–1999), Tochter des Schriftstellers Arnošt Holan (1882–1948), gingen der Komponist Juro Mětšk (1954–2022) und die Tochter Wanda (* 1955) hervor.

## Werke
Mětšk veröffentlichte Gedichtsammlungen, Prosaschriften sowie literatur- und geschichtswissenschaftliche Werke. Daneben übersetzte er kaschubische, litauische und lettische Dichtungen ins Sorbische.
Schöngeistige Werke
- Mojim Serbam [Meinen Sorben]. 1939 (Gedichtsammlung, illegal vervielfältigt und verbreitet)
- Ze žywjenja [Aus dem Leben]. 1944 (Gedichtsammlung, illegal vervielfältigt und verbreitet)
- Bjerduški. Domowina, Budyšin 1967 (Ausgewählte Lyrik und Prosa)
- Frido Mětšk. Domowina, Budyšin 1986 (Gedichtsammlung)

Wissenschaftliche Werke
- Heinrich Milde. Ein Beitrag zur Geschichte der slavistischen Studien in Halle (=Veröffentlichungen des Slavischen Instituts an der Friedrich-Wilhelms-Universität Berlin, Band 29). Harrassowitz in Kommission, Leipzig 1941; zugleich: Dissertation, Universität Halle; Nachdruck: Kraus-Reprint, Nendeln/Liechtenstein 1968
- Bogumił Šwjela (Autor der 1. Auflage, 1926) und Frido Mětšk (Bearbeiter der 2. Auflage): Grammatik der niedersorbischen Sprache. 2. Auflage, Domowina, Bautzen 1952
- Korčmar Hawelka přećiwo magistratej [Gastwirt Hawelka kontra Magistrat]. Domowina, Budyšin 1956 (historische Reportage)
- Do cuzeje zemje [In die Fremde]. Volk und Wissen, Berlin 1957 (historische Reportage)
- Die brandenburgisch-preussische Sorbenpolitik im Kreise Cottbus vom 16. Jahrhundert bis zum Posener Frieden (=Veröffentlichungen des Instituts für Slawistik, Band 25). Akademie Verlag, Berlin 1962
- Bestandsverzeichnis des Sorbischen Kulturarchivs in Bautzen (=Schriftenreihe des Instituts für Sorbische Volksforschung in Bautzen, Bände 20, 35, 46 und 51). 4 Teile, Domowina, Bautzen 1963, 1967, 1976 und 1978
- Der kurmärkisch-wendische Distrikt. Ein Beitrag zur Geschichte der Territorien Bärwalde, Beeskow, Storkow, Teupitz und Zossen mit besonderer Berücksichtigung des 16. bis 18. Jahrhunderts (=Schriftenreihe des Instituts für Sorbische Volksforschung in Bautzen, Band 24). Domowina, Bautzen 1965; zugleich: Habilitationsschrift, Humboldt-Universität zu Berlin 1964
- Die Stellung der Sorben in der territorialen Verwaltungsgliederung des deutschen Feudalismus (=Schriftenreihe des Instituts für sorbische Volksforschung in Bautzen, Band 43). Domowina, Bautzen 1968
- Das Interesse der Ostforschung des westdeutschen Imperialismus an den Sorben. Domowina, Bautzen 1968
- Verordnungen und Denkschriften gegen die sorbische Sprache und Kultur während der Zeit des Spätfeudalismus. Domowina, Bautzen 1969
- K. A. Kocorowe zawostajenstwo w Serbskim kulturnym archiwje [Der Nachlass von K. A. Kocor im Sorbischen Kulturarchiv]. Dom za serbske ludowe wuměłstwo, Budyšin 1971.
- Ideologen der antisorbischen Sprachpolitik während der Periode des Übergangs vom Feudalismus zum Kapitalismus. Eine Quellensammlung. Domowina, Bautzen 1973
- Jurja Pilkowe zawostajenstwo w Serbskim kulturnym archiwje [Der Nachlass von Jurij Pilk im Sorbischen Kulturarchiv]. Dom za serbske ludowe wuměłstwo, Budyšin 1974.
- mit Jan Brankačk: Geschichte der Sorben. Band 1: Von den Anfängen bis 1789 (=Schriftenreihe des Instituts für Sorbische Volksforschung in Bautzen, Band 39). Domowina, Bautzen 1977
- Studien zur Geschichte sorbisch-deutscher Kulturbeziehungen (=Schriftenreihe des Instituts für Sorbische Volksforschung in Bautzen, Band 55). Domowina, Bautzen 1980
- Mato Kosyk. Domowina. Budyšin 1985 (Biographie)

Herausgeber von Schriften sorbischer Dichter
- Józef Nowak: Swobody njewjesta [Der Freiheit Braut]. Volk und Wissen, Berlin 1954
- Naša rědna bajkojta domownja. Serbske bajki a basnicki z luda a z literatury [Unsere schöne sagenreiche Heimat. Sorbische Sagen und Märchen aus dem Volk und aus der Literatur]. Volk und Wissen, Berlin 1955
- Marjana Domaškojc: Wubrane spise [Ausgewählte Schriften]. Volk und Wissen, Berlin 1956
- Chrestomatija dolnoserbskego pismowstwa [Chrestomathie des niedersorbischen Schrifttums]. 3 Bände, Volk und Wissen, Berlin 1956 und 1957; 2. Auflage: Domowina, Budyšyn 1982
- Marjana Domaškojc: Z našeje glinjaneje budki [Aus unserer Lehmkate]. Domowina, Budyšyn 1972, 2. Auflage: Domowina, Budyšyn 1986 (Ausgewählte Poesie und Prosa)
- Bogumił Šwjela: Běźenje a Wěźenje [Kämpfen und Wissen]. Domowina, Budyšyn 1973 (Auswahl literarischer Arbeiten)
- Juro Surowin: Wšyknym by kśěl tołmacyś [Allen möchte ich alles sein]. Domowina, Budyšyn 1975 (Ausgewählte Gedichte)
- Juro Surowin: Sol zemje [Salz der Erde]. Domowina, Budyšyn 1978 (Ausgewählte Prosa)
- Mato Kosyk: Listy. 1880–1939 [Briefe. 1880–1939]. Domowina, Budyšyn 1980
- Mato Kosyk. Domowina, Budyšyn 1983 (Gedichtsammlung)